# خودنگاره با مرگ در حال نواختن فیدل
خودنگاره با مرگ در حال نواختن فیدل یک سلف پرتره نقاشی شده است که در سال ۱۸۷۲ توسط هنرمند نمادگرایی سوئیسی آرنولد بوکلین اجرا شد. او این تابلو را برای اولین بار در همان سال در انجمن هنر مونیخ به نمایش گذاشت و شهرت خود را در جامعه هنری مونیخ تثبیت کرد. این اثر هم‌اکنون در گالری نگارخانه ملی کهن در برلین نگهداری می‌شود.
این تابلو که در مونیخ کشیده شده است، بوکلین را به تصویر می‌کشد که توسط شخصیتی از مرگ در حال نواختن یک فیدل تک سیم به نشانه مرگش است.
مرگ و میر یک موضوع تکراری در آثار آرنولد بوکلین بوده است، از جمله طاعون، دو نسخه از جنگ، و پنج نسخه از جزیره مردگان.
به گفته آلما مالر، همسر گوستاو مالر، شوهرش هنگام نوشتن موومان اسکرتسو سمفونی چهارم، «تحت طلسم» خودنگاره بوکلین قرار داشته است.